# 18世紀オーケストラ
18世紀オーケストラ（18せいきオーケストラ オランダ語: Orkest van de Achttiende Eeuw、英語: Orchestra of the Eighteenth Century）はオランダの古楽オーケストラで、世界15ヵ国から優れた古楽奏者が集まって結成された。アムステルダムに本拠地を置く。

1981年、発起人は「リコーダーのパガニーニ」と呼ばれた現代屈指の奏者フランス・ブリュッヘンとルーシー・ファン・ダール（Lucy van Dael）であった。ブリュッヘンは私財を投じ、当初から「事実上の」プリンシパルであり音楽監督を務めた。楽団を率いて来日した翌年の2014年に死去する。共同創設者シューヴェルト・フェルスター（Sieuwert Verster）は1984年以来、オーケストラの運営を引き受けている。
創立当初は財政面を世界中の知己の援助、ベルンハルト王子財団賞（当時、現・文化基金賞）とオランダ政府それぞれの補助金に支えられ、その後、複数の大企業から後援を受けてきた。当初は年に2回、世界各国で行ってきたコンサートは年5回になり、演奏旅行から本拠地のオランダに戻ると、帰国コンサートで当年の幕を閉じる。
管理上、アンサンブルは集合体として形成されているため、オーケストラのメンバー全員がコンサートからの収益を平等に分配する。

## 演奏・録音について
ブリュッヘンは18世紀オーケストラの気概を新鮮に保とうと努め、「代表者個人のオーケストラ」という狭い枠を作らないようにロイヤル・コンセルトヘボウ管弦楽団との共演や、ロジャー・ノリントンなどの客演指揮者の登用、更には弦楽パートのみの室内楽作品にも取り組んだ。
ブリュッヘンと18世紀オーケストラはモダン楽器の団体との違いを意識し、古楽器による合奏の特色を徹底して追求しており、現代オーケストラの均整の取れた演奏、「均等の美学」を真っ向から否定している。そこから演奏には今までの古楽器にないシンフォニックな、迫力のある響きが生まれる。ブリュッヘン自身が「私たちは〈傑作〉しか演奏しない」と語っているとおり、彼らの演奏は傑作揃いである。
CD録音は1985年から始まり、ハイドンやモーツァルトの中期・後期交響曲集、シューベルトやベートーヴェンの交響曲全集など、優れた名盤が数多くある。レーベルはフィリップス・クラシックス（オランダ）に登録されたほか、スペインの前衛的なグロッサ（Glossa）というレーベルでも交響曲を録音した。

## 名称

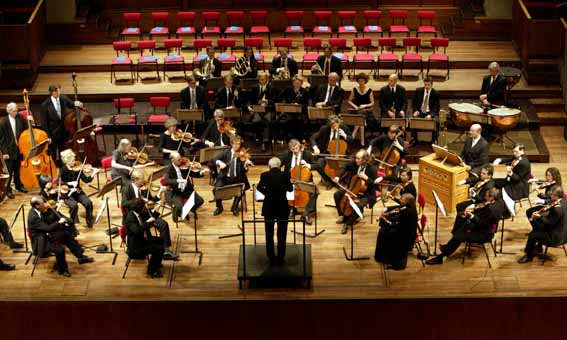
演奏中のオーケストラ（2000年）

この楽団はバロック音楽のアンサンブルとして公式サイトで説明するとおり、あらかじめ正式名称をさまざまな言語に訳している点も特徴のひとつ。
- イタリア語: Orchestra del Settecento
- オランダ語: Orkest van de Achttiende Eeuw
- スペイン語: Orquesta del Siglo XVIII
- ドイツ語: Orkester des 18. Jahrhunderts
- フィンランド語: 18. Vuosisadan Orkester
- フランス語: Orchestra of the Eighteenth Century
- ポーランド語: Orkiestra XVIII Wieku
- ポルトガル語: Orquestra do Século XVIII

## 楽団員と構成
60人編成の団員は出身が22ヵ国にわたり、どの団員も18世紀または19世紀の音楽に精通していて、また古楽器またはその複製品の演奏家である。構成を演奏家の集合体と位置づけ、参加を希望する音楽家がオーディションを申し入れたり知己から紹介を受けると、面接を介して入団を認める。
以下、楽団員の氏名と、加入年を丸カッコ内に添える。
- 本間正史（第1オーボエ、1981年）[1]
- 山縣さゆり（バイオリン、1985年）[8]
- 若松 夏美（バイオリン）[1]

## 客演
楽器名ごとに分け、氏名（姓の50音順）に続いて共演の年と場所を記す。
ピアノ
- ユリアンナ・アヴデーエワ。2013年、福岡[1]。
- 海老彰子[1]
- 川口成彦。2013年、福岡[1][注 3]。
- 小林愛実[1]
- ダン・タイ・ソン。2005年、ワルシャワ。ショパンのピアノコンチェルト。1849年製造のエラールを採用[1]。
- トマシュ・リッテル。2013年、福岡[1] [注 3]。

## ディスコグラフィー
CiNiiより、出版年の早いレーベルの50音順。
フィリップス（1990年–）
- ベートーヴェン作曲、 シラー作曲、フランス・ブリュッヘン指揮『交響曲第9番 op. 125 : "Choral" ; コリオラン op. 62』（フィリップス、ポリグラム（販売）、1990年）[注 4]
- バッハ作曲、フランス・ブリュッヘン指揮『マタイ受難曲』（フィリップス、1998年）[注 5]
- バッハ作曲、フランス・ブリュッヘン指揮『マタイ受難曲』（フィリップス、ポリグラム販売、1998年）[注 6]

同〈Digital classics〉シリーズ（日本フォノグラム販売、1990年–）
- バッハ作曲、ブリュッヘン Consort指揮『ミサ曲 ロ短調, BWV 232』（フィリップス製造、日本フォノグラム販売、1990年）[注 7]
- バッハ作曲、フランス・ブリュッヘン指揮『ヨハネ受難曲 : BWV 245』（フィリップス製造、日本フォノグラム販売、1993年）[注 8]
- バッハ作曲、フランス・ブリュッヘン指揮『ヨハネ受難曲, BWV 245』（フィリップス、1993年）[注 9]
- モーツァルト作曲、フランス・ブリュッヘン指揮『戴冠ミサ K. 317 : 証聖者の荘厳な晩課（ヴェスペレ）ハ長調 K. 339 ; アヴェ・ヴェルム・コルプス K. 618』（フィリップス製造、日本フォノグラム販売、1994年）[注 10]
- モーツァルト作曲、フランス・ブリュッヘン指揮『戴冠ミサ K. 317 : 証聖者の荘厳な晩課（ヴェスペレ）ハ長調 K. 339 ; アヴェ・ヴェルム・コルプス K. 618』（フィリップス、1995年）[注 11]
- ハイドン作曲、フランス・ブリュッヘン指揮『天地創造 = The creation : H.XXI no. 2』（フィリップス製造、Mercury Music Entertainment販売、1995年）[注 12]

グロッサ（2002年–）
- モーツァルト作曲、フランス・ブリュッヘン指揮『The last concerto, 1791』（グロッサ、2002年）[注 13]
- ベートーヴェン作曲、ダニエル・ロイス指揮『荘厳ミサ曲』（グロッサ、東京エムプラス（販売）、2017年）[注 14]
- ブラームス作曲、ダニエル・ロイス指揮『ドイツ・レクイエム』（グロッサ、東京エムプラス（輸入・発売）、2018年）[注 15]
- ロッシーニ作曲、アンジェロ・アネッリ（台本） ; ジャンカルロ・アンドレッタ指揮『アルジェのイタリア女』（グロッサ、東京エムプラス（輸入・発売）、2023年）[注 16]

### 注
1. ↑  複数言語で指定された正式名称は、名称を参照。
2. ↑  ベルンハルト王子財団賞はオランダ王国文化基金賞に改称して存続する[4]。
3. 1 2  ショパン国際ピリオド楽器コンクール出場者。
  - 2018年（第1回）優勝＝トマシュ・リッテル（ポーランド）、第2位＝川口成彦（日本）[1]。
  - ショパンが作曲した当時のピアノの演奏を主眼とするコンクール。演奏者はエラール（1837年製）、プレイエル（1842年製）、ブロードウッド（1847年または1848年製）、ポール・マクナルティ（復元楽器）のいずれかを選ぶ。
4. ↑  リン・ドーソン（ソプラノ）; ヤルド・ファン・ネス（メゾ・ソプラノ） ; アントニー・ロルフ・ジョンソン ; Schulte, Eike Wilm. グルベンキアン合唱団 ; 18世紀オーケストラ、CRID 1130282268660897408。
5. ↑  18世紀オーケストラ ; ニコ・ファンデル・ミール ; Sigmundsson, Kristinn ; マリア・クリスティーナ・キール ; Julsrud, Mona ; クラウディア・シューベルト ; Brummelstroete, Wilke te ; Bostridge, Ian ; Spence, Toby ; Kooy, Perter ; Kamp, Harry van der ; オランダ室内合唱団 ; 聖バーフ大聖堂少年合唱団、CRID 1130000795486644992。
6. ↑  マリア・クリスティーナ・キール ; Julsrud, Mona ; クラウディア・シューベルト ; Brummelstroete, Wilke te ; ニコ・ファンデル・ミール ; Sigmundsson, Kristinn ; オランダ室内合唱団 ; 聖バーフ大聖堂少年合唱団 ; 18世紀オーケストラ、CRID 1130000797439706368。
7. ↑  〈Digital classics〉。Smith, Jennifer（ソプラノ）; Chance, Michael ; ニコ・ファンデル・ミール ; Kamp, Harry van der ; オランダ室内合唱団 ; 18世紀オーケストラ、CRID 1130282272179449216。
8. ↑  〈Digital classics〉。Stumphius, Annegeer ; Nijs, Adinda de ; ジェームズ・ボウマン ; ニコ・ファンデル・ミール ; クリストフ・プレガルディエン ; Houte de Lange, Michiel ten ; Sigmundsson, Kristinn ; Kooy, Peter ; Draijer, Jelle ; Barick, David ; オランダ室内合唱団 ; 18世紀オーケストラ、CRID 1130000795461747200。
9. ↑  〈Digital classics〉。Stumphius, Annegeer ; Nijs, Adinda de ; ジェームズ・ボウマン ; ニコ・ファンデル・ミール ; Prégardien, Christoph ; Houte de Lange, Michiel ten ; Sigmundsson, Kristinn ; Kooy, Peter ; Draijer, Jelle ; Barick, David ; オランダ室内合唱団 ; 18世紀オーケストラ、CRID 1130000796725292800。
10. ↑  〈Digital classics〉。Pennicchi, Marinella ; Patriasz, Catherine ; Vandersteene, Zeger ; Draijer, Jelle ; オランダ室内合唱団 ; 18世紀オーケストラ、CRID 1130282270448399104。
11. ↑  〈Digital classics〉、Pennicchi, Marinella ; Patriasz, Catherine ; Vandersteene, Zeger ; Draijer, Jelle ; オランダ室内合唱団 ; 18世紀オーケストラ、CRID 1130282270611718656。
12. ↑  〈Digital classics〉ゴットフリート・ファン・スヴィーテン ; Orgonasova, Luba ; Rodgers, Joan ; Ainsley, John Mark ; Schulte, Eike Wilm ; Vollestad, Per ; グルベンキアン合唱団 ; 18世紀オーケストラ、CRID 1130000795276416256。
13. ↑  DiDonato, Joyce ; Hoeprich, Eric ; 18世紀オーケストラ、CRID 1130008276703500167。
14. ↑  キャロリン・サンプソン（英語版） ; マリアンヌ・ベアテ・キーランド ; Walker, Thomas ; デイビッド・ウィルソン＝ジョンソン（英語版） ; カペラ・アムステルダム合唱団（ウィキデータ） ; 18世紀オーケストラ、CRID 1130282269821912320。
15. ↑  キャロリン・サンプソン ; Morsch, André ; カペラ・アムステルダム合唱団 ; 18世紀オーケストラ、CRID 1130000798148225152。
16. ↑  CRID 1130016018335490064。リリアン・ファラハニ（オランダ語版） ; Kuiper, Esther ; ヴァシリーサ・ベルシャンスカヤ（英語版） ; アラスデア・ケント ; Coca Loza, José ; パブロ・ルイス ; Seguel, Ricardo ; バーゼル声楽アンサンブル ; 18世紀オーケストラ。